# Ryan Wright
Ryan Bradley Wright (ur. 27 stycznia 1987 w Mississauga) – kanadyjski koszykarz, występujący na pozycji środkowego, obecnie zawodnik Pecsi VSK-Veolia.
W 2012 gracz Anwilu Włocławek.
Swoją karierę w NCAA rozpoczął w barwach UCLA. Przez oba sezony, które tam spędził w większości czasu był rezerwowym. Odbiło się to na jego statystykach. Zdobywał średnio 2,4 punktu na mecz w pierwszym sezonie, a 1,4 w drugim. Zdecydował się na zmianę uczelni i przeniósł się do Oklahomy.
W sezonie 2008-09 zdobywał średnio 1,8 punktu na mecz i 2,1 zbiórki. W sezonie 2009-2010 grał średnio już blisko 19 minut na mecz. Zdobywał 4,4 punktu i 4,3 zbiórki. Grał w drużynie z trzema zawodnikami, którzy później trafili do NBA. Byli to Blake Griffin, Taylor Griffin i Willie Warren.
Wright nie dostał się do NBA, więc wyjechał z USA. W sezonie 2010/11 grał w drugiej lidze tureckiej w zespole Ormansport Genc Ankara. Był najlepszym strzelcem zespołu ze średnią 16,8 punktu i zbierał 9,3 zbiórki.
W sezonie 2011/12 grał dla trzech klubów. Sezon rozpoczął w drużynie Jin Qiang Sichuan, występującej w drugiej lidze chińskiej. Rozegrał w ich barwach 13 meczów, zdobywając średnio 19,9 punktu oraz 13,2 zbiórki. Następnie przeniósł się do Ukrainy, gdzie grał w zespole Cherkasy Monkeys. W 12 meczach grał średnio po 20 minut na mecz, zdobywając w tym czasie 6,1 punktu i 4,9 zbiórki.
Sezon zakończył w lidze tajwańskiej. W drużynie Taiwan Mobile zagrał 22 mecze, zdobywając średnio 19,3 punktu i 12,9 zbiórek na mecz. Te średnie pozwoliły mu zostać najlepszym strzelcem i drugim zbierającym ligi.
17 sierpnia 2012 podpisał kontrakt z Anwilem Włocławek.
W 2014 wziął udział w obozach szkoleniowych Orlando Magic i Phoenix Suns.
30 grudnia 2017 został zawodnikiem Al-Ahli. 16 lutego 2018 podpisał umowę z tureckim Karesi Spor.
19 stycznia 2019 dołączył do węgierskiego Pecsi VSK-Veolia.

## Osiągnięcia
Stan na 20 stycznia 2019, na podstawie, o ile nie zaznaczono inaczej.
NCAA
- Wicemistrz NCAA (2006)
- Uczestnik:
  - NCAA Final Four (2006, 2007)
  - Elite 8 (2006, 2007, 2009)
- Mistrz:
  - turnieju konferencji Pac-10 (2006)
  - sezonu zasadniczego Pac-10 (2006, 2007)
- Zaliczony do II składu Academic:
  - All-Pac 10 (2007)
  - All-Big 12 (2009, 2010)

## Statystyki podczas występów w PLK
| Sezon     | Drużyna | M  | S5 | MPG  | FG%   | 3P%  | FT%   | RPG | APG | SPG | BPG | PPG |
| --------- | ------- | -- | -- | ---- | ----- | ---- | ----- | --- | --- | --- | --- | --- |
| 2012/2013 | Anwil   | 11 | 6  | 15,9 | 55,6% | 0,0% | 39,1% | 2,9 | 0,3 | 0,2 | 0,5 | 6,3 |